# N14 (Zuid-Afrika)
De N14 is een nationale weg in Zuid-Afrika. De weg loopt van Springbok in de provincie Noord-Kaap, waar de N14 aftakt van de N7, naar Pretoria in de provincie Gauteng. De weg voert langs de stad Upington waar de N10 gekruist wordt. Daarna loopt de weg verder naar Vryburg, waar de N14 de N18 kruist. Een paar kilometer ten zuiden van Pretoria wordt de N1 gekruist.
N1 · N2 · N3 · N4 · N5 · N6 · N7 · N8 · N9 · N10 · N11 · N12 · N14 · N17 · N18